# Chorodna erebusaria
Chorodna erebusaria là một loài bướm đêm trong họ Geometridae.